# Picuarembo
Picuarembo är en ort i Mexiko.   Den ligger i kommunen Salvador Escalante och delstaten Michoacán de Ocampo, i den södra delen av landet, 270 km väster om huvudstaden Mexico City. Picuarembo ligger 2 117 meter över havet och antalet invånare är 261.
Terrängen runt Picuarembo är kuperad. Runt Picuarembo är det ganska glesbefolkat, med 48 invånare per kvadratkilometer. Närmaste större samhälle är Ario de Rosales, 13,3 km söder om Picuarembo. I omgivningarna runt Picuarembo växer huvudsakligen savannskog.